# Association of Independent Music
L'Association of Independent Music, anche conosciuta con l'acronimo AIM, è una associazione di categoria non a scopo di lucro fondato nel 1998 dalle etichette discografiche indipendenti del Regno Unito per rappresentare il settore discografico indipendente, che nel 2016 costituiva circa il 23% del mercato del Regno Unito. Tra i suoi membri figurano etichette discografiche, artisti autoproduttori e distributori.
La AIM gestisce la Indie-Con, una conferenza annuale per l'industria musicale indipendente.

## Storia
Alison Wenham fondò la Association of Independent Music nel 1999 e ne è stata presidente e CEO per 17 anni. Nel 2016 è diventata Amministratore delegato del Worldwide Independent Network (WIN), che aveva contribuito a fondare nel 2006. Come forza trainante nell'aiutare le etichette indipendenti a competere a livello mondiale con aziende più grandi, Wenham è apparsa ogni anno nella classifica delle "Top Women in Music" di Billboard sin dalla sua pubblicazione.
Nel 2004, AIM è apparsa sulla stampa per le trattative contrattuali con Apple per i diritti di distribuzione dei contenuti delle proprie etichette sul servizio iTunes, riuscendo a contrattare termini per le sue etichette indipendenti associate, equivalenti a quelli delle major che la Apple aveva originariamente privilegiato.
Nel settembre 2008, la AIM è diventata un membro fondatore della UK Music, che rappresenta tutti gli aspetti dell'industria musicale del Regno Unito.
La conferenza inaugurale dell'industria musicale, l'AIM Indie-Con, si è tenuta nel 2012 nella Glaziers Hall di Londra, tornandovi ogni anno almeno fino al 2018.
In November 2016 Paul Pacifico venne nominato Amministratore Delegato della Association of Independent Music. Nello stesso anno Il rapporto WINTEL mostrava come il settore indipendente costituiva circa il 23% della quota di mercato totale.
Dal 2017, un evento separato noto come "Indie-Con Australia" è stato organizzato ad Adelaide, sotto gli auspici dell'Australian Independent Record Labels Association (AIR), con il supporto del governo dell'Australia Meridionale.
Il 24 settembre 2018, Pacifico ha co-rappresentato IMPALA, l'organismo che rappresenta le etichette discografiche indipendenti europee, al workshop di esperti organizzato dal Centre for Fine Arts di Bruxelles (BOZAR), dalla European Cultural Foundation e dal British Council sulla Brexit e il settore culturale. L'obiettivo era quello di "riaffermare il nostro intento condiviso e i nostri valori comuni e produrre raccomandazioni pratiche dai settori culturali e creativi che vadano oltre gli obbiettivi già raggiunti", e un elenco di raccomandazioni è stato successivamente pubblicato sul sito web di IMPALA.
L'Association of Independent Music ha lanciato un nuovo evento di networking nel 2019, chiamato Aim Connected. Distribuito su tre giorni a marzo, l'evento si propone di mettere in contatto aziende, tecnologia e persone. L'evento include panel di esperti del settore, workshop e sessioni di networking individuali. Tra i relatori di Aim Connected del 2019 figurano il produttore esecutivo di "Surviving R. Kelly" Hampton, la Night Czar di Londra Amy Lame, il fondatore di Hospital Records Chris Goss e il direttore creativo di VICE, Emil Asmussen.

## I Premi AIM
Gli AIM Independent Music Awards sono ospitati dall'Association of Independent Music (AIM) e sono stati istituiti nel 2011 per premiare gli artisti sotto contratto con etichette discografiche indipendenti nel Regno Unito. Le categorie dei premi includono:
- Best Small Label
- Best 'Difficult' 2nd Album
- Special Catalogue Release of the Year
- Hardest Working Band or Artist
- Golden Welly Award for Best Independent Festival
- Independent Breakthrough of the Year
- Indie Champion Award
- Independent Video of the Year
- Best Live Act
- Independent Track of the Year
- Independent Album of the Year
- Independent Label of the Year
- PPL Awards for Most Played New independent Act
- Innovator Award
- Pioneer Award
- Outstanding Contribution to Music Award

I premi del 2018 si sono tenuti in collaborazione con la Young Urban Arts Foundation e hanno visto la nomina di band ed etichette come IDLES, Let's Eat Grandma e Partisan Records.

## Alcune etichette aderenti al AIM
- Beggars Group
- Domino Records
- Grand Central
- Independiente
- 4AD Records
- Ninja Tune
- XL Recordings
- Warp
- Lucky Me
- Young
- Bella Union Records
- Transgressive Records
- Heavy Metal Records
- Revolver Music
- Because Music